# Titularbistum Aeclanum
Aeclanum (ital.: Eclano) ist ein Titularbistum der römisch-katholischen Kirche.
Es geht zurück auf einen Bischofssitz in der Stadt Aeclanum, die sich in der italienischen Region Kampanien befand. Das Bistum Aeclanum wurde im 4. Jahrhundert gegründet und 1059 aufgelöst. Es war dem Erzbistum Benevent als Suffraganbistum unterstellt.
| Titularbischöfe von Aeclanum |                                                     |                                        |                   |                  |
| Nr.                          | Name                                                | Amt                                    | von               | bis              |
| 1                            | Antonio Innocenti Titularerzbischof pro hac vice    | Apostolischer Nuntius Kurienerzbischof | 15. Dezember 1967 | 25. Mai 1985     |
| 2                            | Antonio Maria Vegliò Titularerzbischof pro hac vice | Apostolischer Nuntius Kurienerzbischof | 27. Juli 1985     | 18. Februar 2012 |
| 3                            | Nicolas Thevenin Titularerzbischof pro hac vice     | Apostolischer Nuntius                  | 15. Dezember 2012 |                  |